# Konno Ayuri
Konno Ayuri (今野 鮎莉 sinh ngày 10 tháng 1 năm 1997) là một cựu nữ diễn viên Nhật Bản được biết đến với vai Amy Yuzuki/Kyoryu Pink trong loạt phim Super Sentai Zyuden Sentai Kyoryuger năm 2013. Tháng 7/2018, cô tuyên bố giã từ sự nghiệp diễn xuất để theo đuổi cơ hội ngoài làng giải trí.
Ayuri tạm thời trở lại trong tập 32 (8/10/2023) và tập 33 (15/10/2023) của series Ohsama Sentai King-Ohger để kỷ niệm 10 năm của Kyoryuger. Cô cũng sẽ trở lại trong bộ phim Oshama Sentai King-Ohger vs. Kyoryuger.

## Đóng phim

### Phim
- Another (2012)
- Tokumei Sentai Go-Busters vs. Kaizoku Sentai Gokaiger: The Movie (2013) Vai Kyoryu Pink (lồng tiếng)
- Kamen Rider × Super Sentai × Uchu Keiji: Super Hero Taisen Z (2013) Vai Amy Yuuzuki/Kyoryu Pink
- Zyuden Sentai Kyoryuger: Gaburincho of Music (2013) Vai Amy Yuuzuki/Kyoryu Pink
- School Girl Complex (2013) Vai Nishino Mayu
- Zyuden Sentai Kyoryuger vs. Go-Busters: The Great Dinosaur Battle! Farewell Our Eternal Friends (2014) Vai Amy Yuuzuki/Kyoryu Pink
- We're the Bounty Hunter Troupe (2014) Vai Sakurakawa Kaori
- Love Manga Typhoon!! Vai Kawano Kumi (2014)
- Ressha Sentai ToQger vs. Kyoryuger: The Movie (2015) Vai Amy Yuuzuki/Kyoryu Pink
- Strobe Edge (2015)
- The Disastrous Life of Saiki K. (2017)
- Ohsama Sentai King-Ohger vs. Kyoryuger (2024) Vai  Amy Yuuzuki/Kyoryu Pink

### TV series
- Zyuden Sentai Kyoryuger (2013) Vai Amy Yuuzuki/Kyoryu Pink
- Yabai Kenji Yaba Ken 4 ~Yabaken no Bōsō Sōsa~ (2014) Vai Asakawa Risa
- Kaiki Renai Sakusen (2015) Vai Moeka
- Ushijima the Loan Shark (2016) Vai Uehara Miyuki
- Ohsama Sentai King-Ohger (2023) Vai Amy Yuuzuki/Kyoryu Pink

### V-Cinema
- Zyuden Sentai Kyoryuger Returns: 100 Years After (2014) Vai Amy Yuuzuki/Kyoryu Pink, Ami-neesan/Kyoryu Cyan/Kyoryu Pink
- Nagashiya Teppei (2015) Vai Inoue Shizuku

### Video
- Ayu to Thai (2013)[2]